# S/2004 S 39
S/2004 S 39 este un satelit natural al lui Saturn. Descoperirea sa a fost anunțată de Scott S. Sheppard⁠(d), David C. Jewitt⁠(d) și Jan Kleyna⁠(d) pe 8 octombrie 2019 din observații efectuate între 12 decembrie 2004 și 21 martie 2007. 
S/2004 S 39 are aproximativ 3 kilometri în diametru și orbitează în jurul lui Saturn la o distanță medie de 23,575 Gm în 1351,83 zile, la o înclinație de 167° față de ecliptică, într-o direcție retrogradă și cu o excentricitate de 0,080. 